# The Sound of Silence (Film)
The Sound of Silence ist ein Filmdrama von Michael Tyburski, das am 26. Januar 2019 im Rahmen des Sundance Film Festivals seine Premiere feierte und am 13. September 2019 in ausgewählte US-Kinos kam.

## Handlung
Der autodidaktische Wissenschaftler Peter Lucian arbeitet in New York als „House Tuner“, ein einzigartiger, hochspezialisierter Beruf, den er erfunden hat. Seine Kunden kommen mit Problemen wie Depressionen, Angstzuständen oder Müdigkeit zu ihm. Nach einer eingehenden Analyse der akustischen Eigenschaften ihres Zuhauses identifiziert er eine Klangkombination, etwa das Geräusch eines Küchengeräts, gemischt mit dem eines Heizkörpers, um so die Stimmung seiner Kunden zu verbessern. Trotz einiger Skepsis sehen seine Kunden Ergebnisse, bis er Ellen Chasen trifft, die unter einer Erschöpfung leidet. Weil er ihr nicht helfen kann, sucht er nach Fehlern in seinen Analysen.

## Produktion
Es handelt sich um Michael Tyburskis Regiedebüt. Das Drehbuch schrieb er gemeinsam mit Ben Nabors, auf dessen gleichnamigem Roman der Film basiert.
Der Film wurde im Januar 2019 im Rahmen des Sundance Film Festivals erstmals gezeigt. Anfang Mai 2019 erfolgte eine Vorstellung des Films beim Montclair Film Festival. Im Juni 2019 erfolgte eine Vorstellung beim Edinburgh International Film Festival. Am 13. September 2019 kam der Film in ausgewählte US-Kinos. Im Oktober 2019 wurde er beim Haifa International Film Festival vorgestellt.

## Rezeption
Basierend auf der Auswertung von 44 nordamerikanischen Filmkritiken wird auf Rotten Tomatoes eine Zustimmungsquote von 64 % ausgewiesen.